# Bardo I
Bardo I (Bard I en la versión original en inglés), llamado el Arquero, es un personaje ficticio del legendarium del escritor J. R. R. Tolkien, crucial en el desenlace de su novela El hobbit. Era un hábil tirador de Esgaroth, la Ciudad del Lago, y heredero de Girion, el último monarca de la Ciudad de Valle.

## Historia
Se le describe como austero y torvo, mientras tenía el cargo de guardia de Esgaroth y predecía constantemente inundaciones y pescado envenenado. Fue él quien convocó a los guardias de la Ciudad del Lago para defenderla cuando Smaug atacó. Y fue él además quien mató al dragón con la Flecha Negra que había heredado de su línea real. Apuntó esta flecha al punto vulnerable del dragón, un pequeño agujero en su armadura de piedras preciosas a la altura del pecho, en el lado izquierdo.
Tras vencer a Smaug, Bardo exigió un duodécimo del tesoro, puesto que parte de este provenía del saqueo de la antigua Ciudad del Valle, que compartió para la reconstrucción de la Ciudad del Lago. Bardo se convirtió en el primer rey de la refundada Ciudad de Valle, seguido por su hijo Bain, su nieto Brand y su bisnieto Bardo II. Gobernó desde el 2941 T. E. hasta 2977 T. E.

## Cine
En la trilogía cinematográfica de El hobbit producida y dirigida por Peter Jackson, el actor Luke Evans interpreta a este personaje. Bardo, que no aparece hasta la segunda película de la serie (El hobbit: la desolación de Smaug), aparece representado como un barquero de la Ciudad del Lago y un defensor del pueblo, a cargo de tres hijos y viudo. 
Bardo intenta ayudar a los enanos a cruzar el Lago Largo, y darles armas. Pero cuando Bardo se entera de quién es el líder de la compañía y de su misión teme que despierte la ira del dragón y que éste ataque a su ciudad, y advierte a Thorin que no debe entrar en la montaña con Smaug dentro. 
| Predecesor: Girion (como Señor) | Rey de la Ciudad de Valle 2941 - 2977 T. E. | Sucesor: Bain |

- Datos: Q2470173